# Tingle
Tingle (チンクル, Chinkuru) est un personnage de jeu vidéo dans la série The Legend of Zelda créé en 2000. Depuis sa première apparition dans Majora's Mask, il est un personnage régulier dans la série.

## Description
Tingle est un petit homme âgé de 35 ans, selon sa description dans Majora's Mask et The Wind Waker, obsédé par les fées. Il semble lui-même croire qu'il est un homme fée. Costumé en vert, il a l'habitude de croire que Link est un lutin. Toujours joyeux et enthousiaste, dans Majora's Mask, il est le roi de l'arnaque lorsqu'il vend ses cartes. Il attend les clients accroché à un gros ballon rouge qu'il faut éclater pour pouvoir lui parler. Dans The Wind Waker, il donne le poste de Tingle qui permet de jouer en connectant sa Game Boy Advance à sa GameCube et il est indispensable pour décrypter les cartes de la Triforce (permettant de la retrouver). Sa soi-disant formule magique est « tingle, tingle kooloolin pah ».
Le personnage de Tingle bénéficie d'une série de jeux dédiée.

### Famille
Tingle a pour frère Klingle et Dingle.
Il a aussi un père qui organise un concours photo et tient une boutique dans le marais, dans Majora's Mask.

## Apparition

### SérieThe Legend of Zelda
- 2000 : The Legend of Zelda: Majora's Mask
- 2001 : The Legend of Zelda: Oracle of Ages

Il donne une carte indispensable pour avancer dans la quête principale puis, plus loin, il peut augmenter la taille de la poche à graine.
- 2002 : The Legend of Zelda: The Wind Waker
- 2004 : The Legend of Zelda: Four Swords Adventures
- 2004 : The Legend of Zelda: The Minish Cap

Tingle fait l'objet d'une mini-quête où il faut retrouver tous ses frères (il y a d'ailleurs un faux, en blanc, qui est fan de Tingle).
- 2007 : The Legend of Zelda: Phantom Hourglass (caméo)

Tingle figure tout de sur une affiche dans un bar.
- 2009 : Spirit Tracks (caméo)

Tingle apparait comme une statue chez Linbeck III et dans la boutique de la citadelle d'Hyrule.
- 2011 : The Legend of Zelda: Skyward Sword (caméo)

Une peluche à l'effigie de Tingle se trouve dans la chambre de Zelda.
- 2017 : The Legend of Zelda: Breath of the Wild

Un set d'armure de Tingle est disponible dans le DLC « Les Épreuves Légendaires » sorti en juin 2017.
- 2023 : The Legend of Zelda: Tears of the Kingdom

Un set d'armure de Tingle peut être obtenu dans le jeu.

### SérieTingle

#### Freshly-Picked Tingle's Rosy Rupeeland
Freshly-Picked Tingle's Rosy Rupeeland, sous-titré Tout nouveau, tout beau : Tingle voit la vie en rose à Rubis Land (parfois appelé Tingle RPG) est un jeu vidéo de rôle développé par Vanpool et édité par Nintendo sur Nintendo DS le 2 septembre 2006 au Japon et le 14 septembre 2007 en Europe. C'est le premier jeu d'une série dérivée centrée sur le personnage secondaire de Tingle, apparu dans plusieurs jeux de la série The Legend of Zelda,.
L'histoire se concentre sur Tingle, qui tente de récolter le maximum de rubis afin de faire grandir la tour donnant accès au monde idéal de Rubis Land. Pour cela, il achète et revend des objets, en plus de réaliser des missions pour des personnages secondaires tout en négociant. Il combat ses ennemis à l'aide des Compagnons, et parvient à vaincre les boss de chaque donjon pour récupérer leur trésor. Cependant, il apprend que Rubis Land est un univers horrible et réussit à venir à bout de Pépé Rubis, véritable antagoniste du jeu, qui l'a lancé dans cette aventure en le trompant,.
Nintendo décide de produire un jeu centré sur Tingle, malgré un certain désamour des fans pour ce personnage. Le développement et proposé à Vanpool et après quelques réunions, les discussions font émerger l'idée que toutes les problématiques du jeu peuvent intégrer la valeur de l'argent, et jeu est donc centré sur cet aspect.
Lors de sa sortie, Freshly-Picked Tingle's Rosy Rupeeland reçoit un accueil mitigé de la part de la presse spécialisée, bien qu'il reste positif. Les critiques relèvent un univers étrange et des mécanismes de jeu parfois imprécis, mais la plupart apprécient l'ambiance décalée et l'humour mis en place, comme l'aspect pécuniaire du jeu, malgré ses mauvais côtés,,.

#### Tingle's Balloon Fight

Logo du jeu Tingle's Balloon Fight.

Tingle's Balloon Fight (en Occident, チンクルのバルーンファイトDS au Japon) est le deuxième jeu de la série Tingle qui sort dès avril 2007 uniquement au Japon, également sur Nintendo DS,,. C'est un remake et une adaptation à la franchise du jeu d'arcade de Nintendo Balloon Fight sorti en 1984. Ce jeu n'est distribué qu'aux joueurs platinum du Club Nintendo japonais,,. C'est un jeu de plates-formes-action dans lequel Tingle est le protagoniste accroché aux ballons,,. Le jeu prend en charge les deux écrans,.
Retro Gamer Apprécie les améliorations, notamment les nouveaux modes de jeu, comme celui qui demande de traverser 99 écrans de jeux avec des ennemis, ou le mode multijoueur jouable à quatre en local avec une seule cartouche de jeu. IGN apprécie cet article bonus, mais juge le gameplay assez limité.

#### Dekisugi Tingle Pack

Logo de l'application Dekisugi Tingle Pack.

En mai 2009 , un petit logiciel à l'effigie de Tingle est publié sous le titre Dekisugi Tingle Pack (できすぎチンクルパック) sur le DSiWare au Japon. Il contient des utilitaires à l'effigie de Tingle, comme un chronomètre ou une calculatrice et plusieurs mini-jeux,,,.

#### Irozuki Tingle no Koi no Balloon Trip
Irozuki Tingle no Koi no Balloon Trip (en anglais Ripened Tingle's Balloon Trip of Love) est un jeu d'aventure développé par Vanpool et édité par Nintendo sur Nintendo DS au Japon le 6 août 2009. C'est un jeu de la série Tingle, dérivée de la franchise The Legend of Zelda, et centrée sur le personnage éponyme, Tingle. Celui est transporté dans le monde imaginaire d'un livre d'images dans lequel il doit charmer plusieurs femmes, où il est aidé de personnages inspirés du roman Le Magicien d'Oz pour en sortir,,.

### Spin-offdeThe Legend of Zelda
- 2014 : Hyrule Warriors (personnage DLC)

Tingle est personnage jouable dans le contenu additionnel Pack Majora's Mask.
- 2016 : Hyrule Warriors Legends
- 2018 : Hyrule Warriors: Definitive Edition

### Divers
- 2001 : Super Smash Bros. Melee (caméo, il fait partie du décor dans le stage de la Grande Baie)
- 2008 : Super Smash Bros. Brawl (en tant que « Trophée Aide » et fait apparaître au hasard un objet)
- 2014 : Super Smash Bros. for Nintendo 3DS / for Wii U (en tant que « Trophée Aide » et fait apparaître au hasard un objet)
- 2018 : Super Smash Bros. Ultimate (caméo, il fait partie du décor dans le stage de la Grande Baie et aussi en tant qu'Esprit)

### Interview
1. ↑  « Interview: Tingle (DS) », sur Nintendo.fr, 6 août 2007.

### Ressources secondaires
1. 1 2 3  Takashi Yamamori Kazuya Sakai, The Tingle Series, p. 1662-1665.
2. ↑  ALS, « Test - Tingle RPG : Million Rubis Baby », sur Gamekult, 17 septembre 2007.
3. ↑  Kendy, « Tout nouveau Tout beau : Tingle voit la vie en rose à RubisLand (DS) », sur Gameblog, 24 septembre 2007.
4. ↑  Hung Nguyen, « Test Tingle’s Rosy Rupeeland », sur JeuxActu, 18 septembre 2007.
5. ↑  Romendil, « Test Freshly-Picked Tingle's Rosy Rupeeland sur DS », sur Jeuxvideo.com, 25 septembre 2007.
6. ↑  (en) Rob Burman, « Freshly-Picked Tingle's Rosy Rupeeland UK Review », sur IGN, 19 septembre 2007.
7. ↑  (en) Kristan Reed, « Freshly Picked: Tingle's Rosy Rupeeland », sur Eurogamer, 29 septembre 2007.
8. 1 2 3  Nicolas Courcier Mehdi El Kanafi, Chapitre XV : Épisodes annexes : Tingle, p. 175.
9. 1 2 3 4  Ankama Presse, Kooloo-Limpah ou la vie trépidante de Tingle, p. 156-159.
10. ↑  (en) « Nintendo Legends », Retro Gamer, no 110,‎ décembre 2012, p. 44.
11. ↑  Trunks, « Club Nintendo : les cadeaux nippons », sur Gamekult, 29 décembre 2006.
12. 1 2  (en) Luke Plunkett, « The Zelda Games That Weren't Really "Zelda" Games », sur Kotaku, 26 février 2011.
13. ↑  (en) Chris Kohler, « Nintendo Gives Japanese Fans More Awesome Presents », sur Wired, 16 novembre 2007.
14. 1 2  (en) Anoop Gantayat, « Tingle's Balloon Fight Impressions », sur IGN, 19 avril 2007.
15. 1 2 3  Régis Monterrin, « La Série des Tingles », Les Cahiers de la play histoire, Omaké Books, no 2 Hors-série « Spécial The Legend of Zelda »,‎ juin-juillet 2017, p. 95 (ISSN 2417-291X).
16. ↑  (en) « 20 Nintendo Games You've Never Played: Tingle's Balloon Fight », Retro Gamer, no 106,‎ août 2012, p. 43.